# Plesiastrea
Plesiastrea (Milne Edwards & Haime, 1848) è un genere di madrepora della sottoclasse degli Esacoralli. È l'unico genere della famiglia Plesiastreidae..

## Descrizione
Il genere Plesiastrea è stato inizialmente descritto da Milne-Edwards e Haime nel 1848 sulla base della specie Astrea versipora , poi ridenominata Plesiastrea versipora, che costituisce pertanto la specie tipo di questo genere.
Comprende coralli ermatipici coloniali, che formano colonie incrostanti o in piccoli massi tipicamente di forma semisferica, di colore dal verde al marrone. Le colonie hanno solitamente dimensioni di alcune decine di centimetri, ma alle alte latitudini (sopra i 30°) possono superare il metro di diametro.
I coralliti hanno disposizione plocoide, cioè sono posti a stretto contatto l'uno con l'altro. Il calice ha un diametro di 2-3,5 mm e presenta tre ordini di setti; la columella è ben sviluppata, sebbene piccola e papillosa, e contornata di pali ben evidenti. Si riproducono per gemmazione extracaliciale.

## Distribuzione e habitat
Comprende specie diffuse in tutto l'Indo-Pacifico, dalle coste dell'Africa orientale e del Madagascar, del Mar Rosso e del golfo di Aden, coste indiane e del sud-est asiatico, coste dell'Australia settentrionale, coste della Nuova Zelanda e fino alle Filippine  a sud, e il Giappone a nord, e nel Pacifico orientale.

## Tassonomia
La classificazione del genere Plesiastrea all'interno delle scleractinie ha subito nel tempo diverse variazioni: inizialmente venne classificato sotto la famiglia Faviidae, poi considerato Incertae sedis, quindi assegnato alla famiglia Plesiastreidae, ma insieme ai generi Blastomussa, Plerogyra e Physogyra , quindi a partire dal 2014, i generi Blastomussa, Plerogyra e Physogyra sono stati riclassificati come incertae sedis e pertanto Plesiastreidae è diventata una famiglia monospecifica.
Secondo il World Register of Marine Species (WoRMS), il genere è composto da 5 specie di cui 3 estinte:
- Plesiastrea costata Duncan, 1880 †
- Plesiastrea decipiens Duncan, 1880  †
- Plesiastrea goodei Verrill, 1902
- Plesiastrea pedunculata Duncan, 1880 †
- Plesiastrea versipora Lamarck, 1816

Sempre secondo il WoRMS ci sono altre specie (esistenti o estinte) che nel nome binomiale contengono il genere Plesiastrea, il cui stato tuttavia è di taxon inquirendum, e non sono pertanto confermati come appartenenti al genere. Si tratta di:
- Plesiastrea desmoulinsii Milne Edwards & Haime, 1851 †
- Plesiastrea distans Duncan, 1864 †
- Plesiastrea eocenica Duncan, 1880 †
- Plesiastrea globosa Duncan, 1864 †
- Plesiastrea indurata Verrill, 1866
- Plesiastrea romettensis Seguenza, 1864 †
- Plesiastrea saintvincenti Tenison-Woods, 1878 †